# François Hébrard
Pour les articles homonymes, voir Hébrard.
François Hébrard, né le 24 décembre 1877 à Lodève (Hérault) et mort le 12 juillet 1970 à La Fuye, commune de Ballan-Miré (Indre-et-Loire), est un juriste et dirigeant sportif français. Il est professeur de droit civil puis doyen de l'Institut catholique de Paris. Cette brillante carrière universitaire ne l'empêche pas de s'engager très tôt dans le monde associatif et celui des débats de société.
Fondateur en 1898 d'un patronage paroissial, il s'engage aussitôt à la « Fédération gymnastique et sportive des patronages de France » aux côtés de Paul Michaux auquel il succède à la présidence pendant trente-trois ans, de 1923 à 1956. Celle-ci devient « Fédération sportive de France » en 1947 puis « Fédération sportive et culturelle de France » en 1968. François Hébrard préside également pendant vingt-quatre ans, de 1931 à 1955, la « Fédération internationale catholique d'éducation physique et sportive ».

## Biographie
François Hébrard est le fils de Charles Hébrard, notaire et de Marie Julien de Lasalle. Après des études secondaires chez les jésuites à Montpellier, François Hébrard intègre la faculté de droit de l’Institut catholique de Paris (ICP) en 1895. À son arrivée dans la capitale, il s'engage dans le monde associatif, assurant à 18 ans la présidence de la conférence Olivaint où il côtoie Paul Michaux dès 1895. L'année suivante, il est aussi président départemental de l'association créée par Albert de Mun pour promouvoir le catholicisme social. Il a 21 ans quand il fonde le patronage « d'Auteuil et du point du jour » en 1898, année de la création de l' « Union des sociétés de gymnastique et d'instruction militaire des patronages et œuvres de jeunesse de France »  (USGIMPOJF). Il en demeure président pendant cinquante ans. 
Il obtient la licence de droit cette même année et le doctorat en 1902 avec une thèse intitulée : Le sort des biens des associations en cas de dissolution. Nommé maître de conférences de l'ICP en 1903, puis professeur l'année suivante, il y enseigne d'abord le droit administratif. Il obtient ensuite la chaire de droit civil avant d’être nommé doyen de la faculté en 1947.
Marié le 12 juin 1906 à Paris avec Marie Dumas (1886-1916), ils ont quatre enfants : Jeanne (Mme Cavroy), Madeleine (Mme de Penfeilhoux), Françoise (Mme de Boisséson) et Geneviève (Mme de Russé).
Mobilisé comme sergent, il est promu capitaine au sortir de la Grande Guerre.
Il est par ailleurs un soutien constant de Paul Michaux dès 1899 à la Fédération gymnastique et sportive des patronages de France (FGSPF) et en 1923, au décès de ce dernier, il lui succède à la présidence, dans un premier temps sous la présidence honorifique du général Édouard de Castelnau. Vivement encouragé par Pie XI lors d'une audience privée dès 1925, il demeure à ce poste jusqu'en 1956, soit trente-trois ans au total. En 1947, c'est donc sous sa présidence que la FGSPF prend le nom de Fédération sportive de France (FSF). Il est nommé au Comité national des sports le 1er septembre 1936.
Il meurt le 12 juillet 1970 à La Fuye en Indre-et-Loire et est inhumé le 16 juillet 1970 au cimetière de Montmartre à Paris.

### L'activité internationale

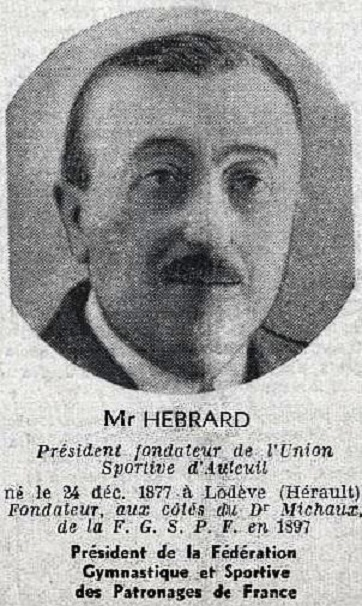
François Hébrard en 1941.

Pendant sa présidence, il soutient l'important développement des patronages de l’Algérie française et de celui des territoires d'outre-mer. À l’invitation d'Auguste-Fernand Leynaud, archevêque d'Alger, il accompagne avec Armand Thibaudeau, quatre-vingts associations venues des Bouches-du-Rhône, d'Alsace, de la Seine, du Rhône, des Landes et du Maine-et-Loire qui passent la Méditerranée avec 3 000 gymnastes et 500 musiciens pour participer le 14 juin 1930, à un grand concours fédéral à Alger pour célébrer le centenaire de la conquête de l’Algérie. Trois bateaux spéciaux partent de Marseille : le Lamoricière, le duc d'Aumale, l'Espagne.
Les compétitions sont suivies de gestes politiques forts : 
- réception par le gouverneur général Pierre-Louis Bordes et dépôt de deux gerbes au monument aux morts : une par la FGSPF, l'autre par l'Alsace catholique reconnaissante ;
- déplacement à Sidi-Ferruch où Auguste-Fernand Leynaud pose la première pierre de l'église locale : deux trains spéciaux et dix-huit autocars sont nécessaires pour transporter les participants[LJ 2].

Élu en 1931 à la présidence de l'« Union internationale des œuvres catholique d'éducation physique » (UIOCEP) — qui devient Fédération internationale catholique d'éducation physique et sportive (FICEP) en 1947 — il y reste jusqu'en 1955, soit durant vingt-quatre ans.

### Le rayonnement sportif
Les actions qui ont marqué particulièrement sa présidence sont : 
- la reconnaissance de la FGSPF comme établissement d'utilité publique en 1932[LJ 3] ;
- l'établissement de rapports de coopération avec l'Union des sociétés de gymnastique de France (USGF) qui reconnaît les compétences de Gabriel Maucurier et sélectionne des gymnastes des patros pour les Jeux olympiques de 1936 à Berlin ;
- le soutien apporté, avec son secrétaire général Armand Thibaudeau à la création de la Fédération française de basket-ball (FFBB) en 1931[5] ; il tente lui-même de soutenir le développement d'autres sports, dont le ski [G 7] et, avec moins de réussite, le rugby[G 8] ;
- l'autonomisation, en 1937, de l'Union générale sportive de l'enseignement libre (UGSEL), jusque-là simple commission scolaire de la FGSPF[J 3] ;
- l'accueil du Rayon sportif féminin (RSF) en 1940[J 4], la mise en place d'une structure fédérale à Lyon en zone libre[G 9] et la gestion parfois complexe des rapports avec l'État français[G 10] ;
- le changement du sigle fédéral FGSPF qui devient FSF le 22 mars 1947[J 5] avec la fusion définitive du RSF.

### Le lien culturel
Tout au long de son mandat, François Hébrard s'est efforcé d'établir et entretenir des liens étroits avec les organismes catholiques chargés des activités théâtrales et du cinéma : l'« Association théâtrale des œuvres catholiques d'éducation populaire » (ATOCEP) et la « Fédération loisirs et culture cinématographiques » (FLECC). Cet intérêt, associé à ses charges à la faculté catholique, l'amène, en 1928, à présider la centrale catholique du cinéma et de la radio. Son action dans ce domaine prépare le changement de sigle significatif de la FSF en FSCF en 1968.
Ses relations — associées à celles du général de Castelnau, président d'honneur de la FGSPF — lui permettent d'activer et d'entretenir un important réseau de communication au profit de la fédération. Tout au long de sa présidence, porté par un souci constant d'éducation intégrale, il assure également les contacts avec le scoutisme et accompagne le développement de l'Action catholique, parfois dans un contexte quelque peu conflictuel. En 1928, il est élu membre de l'académie d'éducation et d'entraide sociale.

## Publications
Il concourt par ailleurs à de nombreuses revues et publications scientifiques spécialisées et publie deux ouvrages : 
- Les disciplines de l'Action (prix Juteau-Duvigneaux de l'Académie française 1926) ;
- Soigne ton corps, forme la volonté[G 17] (prix Fabien de l'Académie française 1931, philosophie)[G 18].

## Distinctions et décorations
François Hébrard reçoit quatre citations et la croix de guerre 1914-1918 pour sa participation à la Première Guerre mondiale.
Il est nommé chevalier de la Légion d’honneur  au titre de ses services militaires par décret du 16 juin 1920 puis promu officier de la Légion d’honneur par décret du 12 juillet 1934, en qualité de président général de la FGSPF. Il est promu commandeur de la Légion d’honneur par décret du 23 avril 1957 en qualité de président d'honneur de la FSF et de la FICEP.
Il est titulaire de la médaille d'or de l'éducation physique et commandeur de l'ordre du Mérite sportif. Il est également décoré de plusieurs ordres étrangers parmi lesquels : Grand-croix de l'ordre de Saint-Sylvestre le 26 octobre 1925, de l'ordre du Saint-Sépulcre et de l'ordre royal de Saint-Sava, commandeur de l'ordre de Saint-Grégoire-le-Grand dont l'insigne lui est remis par le cardinal Feltin le 25 novembre 1949 et grand-croix de ce même ordre le 18 février 1962.

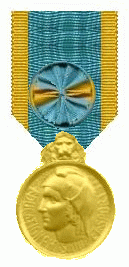
Médaille d’or de l'éducation physique.
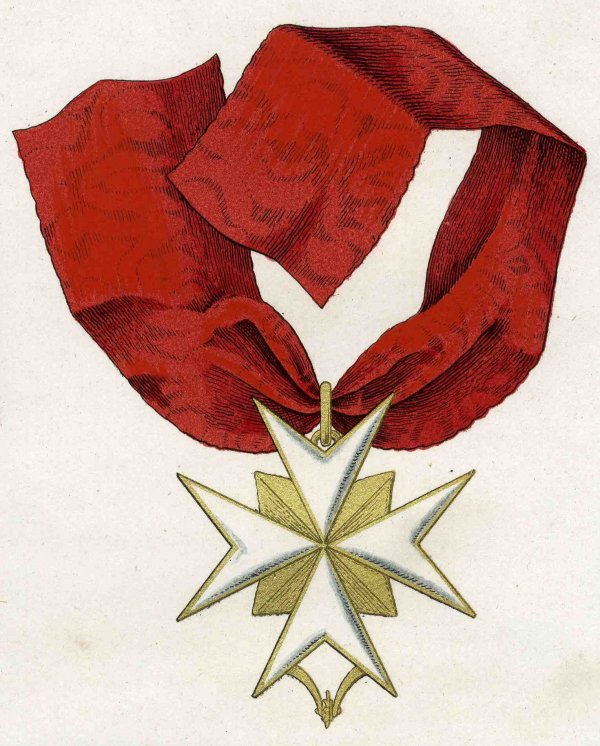
Cravate de commandeur de l'ordre de Saint-Sylvestre.
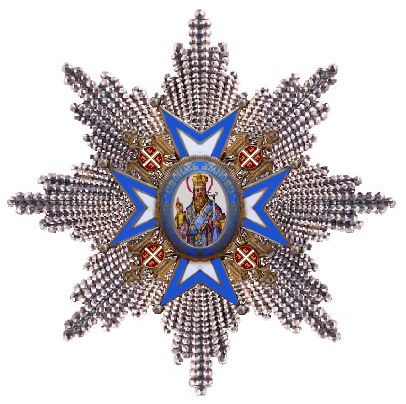
Ordre royal de Saint-Sava.
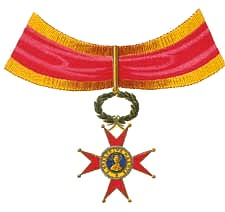
Cravate de l'ordre de Saint-Grégoire-le-Grand.